# 鍵泥棒のメソッド
『鍵泥棒のメソッド』（かぎどろぼうのメソッド）は、内田けんじ監督の日本映画。2012年9月15日公開。2013年、第86回キネマ旬報ベスト・テンで日本映画脚本賞、芸術選奨文部科学大臣賞、第36回日本アカデミー賞・最優秀脚本賞を受賞している。
2016年に韓国、2021年に中国でそれぞれリメイクされた。

## あらすじ
何事も計画を立ててからでないと行動出来ない水嶋香苗が新たに立てた計画は、目標の期日までに相手を見つけ結婚するというものだった。また、法外な報酬で仕事を請け負う凄腕の殺し屋「コンドウ」こと山崎信一郎は、仕事を遂行した際に僅かな返り血を受け、手近な浴場へと車（クライスラー・300）を走らせる。そして、計画性皆無の三文役者桜井武史は人生に行き詰まって自殺を図るが失敗し、おもむろに開けた財布に銭湯のタダ券を発見する。
桜井は出掛けた銭湯で、分厚い財布を持つ羽振りのいい山崎をチラ見する。その後、風呂場で山崎が足を滑らせ失神すると、桜井はそれに乗じてロッカーの鍵をすり替える。山崎は意識不明で病院に搬送されるが、頭を打ったショックで記憶を無くしており、所持品から自分を「桜井武史」だと思い込んでいた。桜井は山崎の車を乗り回し、思い付く事に財布の金を使い、山崎の家にまで上がり込む。家を物色すると、偽造免許や拳銃など山崎の仕事道具が続々と出てくる。
退院の日、記憶喪失に困惑する山崎は香苗と出会う。良心的な香苗はその日以降、山崎の世話を焼くようになる。成り行きで「コンドウ」を演じる桜井は、報酬受け取りのため依頼人と会い、更なる依頼を受け負わされるのだった。自分を売れない俳優だと思い込んでいる山崎は、真剣に芝居に取り組みだす。
桜井は依頼を受けて以降、標的となる人物に関する調査を積極的に行うようになるのだが、その行動は全く別の目的のために行われていたのだった。香苗は山崎と接するにつれ、共通点の多さや真面目な性格、向上心や努力する人柄に触れ、遂には山崎に結婚を申し込む。そんな日々の中、とうとう山崎に記憶の戻る時が訪れる。

## キャスト
桜井武史
演 - 堺雅人
元劇団員の青年。35歳。銭湯でコンドウの鍵を交換して、殺し屋のコンドウとして生活することになってしまう。
コンドウ / 山崎信一郎
演 - 香川照之
殺し屋の中年。銭湯で転んだ拍子に頭を打って、記憶喪失になってしまい、自分のことを「桜井武史」だと思いこむ。
水嶋香苗
演 - 広末涼子
雑誌編集者の女性。35歳。年内になんとか結婚しようとする。
- 工藤純一

演 - 荒川良々
- 井上綾子

演 - 森口瑤子
- 水嶋翔子

演 - 小山田サユリ
- 水嶋京子

演 - 木野花
- 水嶋徳治

演 - 小野武彦
- 理香

演 - 内田慈
- 大家さん

演 - 大谷亮介
- 大谷編集長

演 - 三上市朗
- 土屋

演 - 林和義
- 藤本

演 - ウダタカキ
- 映画監督

演 - 池田成志
- 助監督

演 - 久野雅弘
- 主演俳優

演 - 本宮泰風
- 主演女優

演 - 三村恭代
- 編集部員A

演 - 柊瑠美
- 副編集長

演 - 李千鶴
- 編集部員B

演 - 中谷竜
- 合コン候補者

演 - ムロツヨシ
- 元劇団員A

演 - 堺沢隆史
- 元劇団員B

演 - 中村無何有
- 元劇団員C

演 - 黒田大輔
- 隣の住人 オタク

演 - 田中聡元
- 階下の住人 若い女

演 - 荒川結奈
- 合コンの男

演 - 中川晴樹
- 医者

演 - 日比大介
- 岩城社長

演 - 原金太郎
- 藤本の女

演 - 松山愛里
- 出版社の受付嬢

演 - 安野遥
- 映写担当の男

演 - 兒玉宣勝
- 救急隊員A

演 - 塚本直毅（ラブレターズ）
- 救急隊員B

演 - 溜口佑太朗（ラブレターズ）
- 警官A

演 - 鈴木祥二郎
- 警官B

演 - 廻飛呂男
- レストランの店主

演 - 小林大介
- 悪役俳優

演 - 中道公壱
- 綾子の息子

演 - 安蒜太人

## スタッフ
- 監督・脚本 - 内田けんじ[3]
- 製作 - 根上哲、平城隆司、山本晋也、服部洋、山崎浩一、笹原世幸、喜多埜裕明、甘木モリオ、重村博文、岩本孝一、樋泉実
- エグゼクティブ・プロデューサー - 藤本款、和田倉和利
- プロデューサー - 深瀬和美、赤城聡、大西洋志
- 音楽 - 田中ユウスケ
- 主題歌 - 吉井和哉「点描のしくみ」（EMIミュージック・ジャパン）
- 撮影 - 佐光朗
- 編集 - 普嶋信一
- 助成 - 文化芸術振興費補助金
- 製作プロダクション - シネバザール
- 配給・宣伝 - クロックワークス
- 製作 - 「鍵泥棒のメソッド」製作委員会（クロックワークス、テレビ朝日、朝日放送、電通、パルコ、メディアファクトリー、Yahoo! JAPAN、シネバザール、キングレコード、メ〜テレ、北海道テレビ放送）

## 受賞歴
- 第36回日本アカデミー賞
  - 最優秀脚本賞：内田けんじ
  - 優秀主演男優賞：堺雅人
  - 優秀助演男優賞：香川照之
  - 優秀助演女優賞：広末涼子
- 第55回ブルーリボン賞[4]
  - 監督賞：内田けんじ
  - 助演女優賞：広末涼子
- 第17回日本インターネット映画大賞
  - 助演女優賞：広末涼子
- 第37回報知映画賞
  - 作品賞
- 第63回芸術選奨文部科学大臣賞及び同新人賞 映画部門
  - 大臣賞：内田けんじ
- 第86回キネマ旬報ベスト・テン
  - 日本映画脚本賞：内田けんじ
  - 読者選出作品賞
  - 読者選出監督賞：内田けんじ
- 第25回日刊スポーツ映画大賞・石原裕次郎賞
  - 監督賞：内田けんじ
- 第15回上海国際映画祭
  - 最優秀脚本賞：内田けんじ
- 第34回ヨコハマ映画祭
  - 脚本賞：内田けんじ
- 第32回ハワイ国際映画祭
  - 作品賞
- 第22回日本映画批評家大賞[5]
  - 作品賞
- 第13回ニッポン・コネクション
  - ニッポン・シネマ賞

## Blu-ray / DVD
2013年5月10日発売。発売元はクロックワークス / テレビ朝日、販売元はメディアファクトリー。
- 鍵泥棒のメソッド（2枚組）

## テレビ放送
| 回 | 放送日        | 放送時間（JST）   | 放送局     | 放送枠               | 備考         |
| -- | ------------- | ----------------- | ---------- | -------------------- | ------------ |
| 1  | 2020年9月27日 | 日曜19:00 - 21:24 | BSテレ東   | （シネマスペシャル） |              |
| 2  | 2021年5月4日  | 火曜13:25 - 15:55 | テレビ東京 | 午後のロードショー   | 関東ローカル |

## 中国映画
中国・香港合作で2021年にリメイクされた。原題は『人潮汹涌』。日本未公開。

### キャスト（中国映画）
- アンディ・ラウ
- シャオ・ヤン
- レジーナ・ワン

## 舞台

### 演劇集団キャラメルボックス版
2014年に演劇集団キャラメルボックスが本作を舞台化、2014年5月10日から6月1日にサンシャイン劇場・同年6月5日から10日に新神戸オリエンタル劇場にて上演された。脚本・演出は成井豊。
また、2017年3月同じく演劇集団キャラメルボックスが本作を再演。なお、3ステージ限定で新人抜擢ステージが行われた。
| 役名     | 2014年版   | 2014年版   | 2017年版          | 2017年版          | 備考     |
| 役名     | Black      | White      | 通常講演          | 新人抜擢          | 備考     |
| -------- | ---------- | ---------- | ----------------- | ----------------- | -------- |
| 桜井武史 | 畑中智行   | 多田直人   | 畑中智行          | 山﨑雄也          |          |
| コンドウ | 阿部丈二   | 岡田達也   | 岡田達也          | 石橋徹郎          |          |
| 水嶋香苗 | 渡邊安理   | 岡内美喜子 | 実川貴美子        | 大滝真実          |          |
| 水嶋徳治 | 西川浩幸   | 西川浩幸   | 西川浩幸          | 西川浩幸          |          |
| 岩城     | 西川浩幸   | 西川浩幸   | 西川浩幸          | 西川浩幸          |          |
| 警官     | 西川浩幸   | 西川浩幸   | 西川浩幸          | 西川浩幸          |          |
| 監督     | 岡田達也   | 阿部丈二   | 石橋徹郎 (客演)   | 岡田達也          | [ 注 1 ] |
| 工藤純一 | 大内厚雄   | 大内厚雄   | 石橋徹郎 (客演)   | 岡田達也          |          |
| 風呂客   | 大内厚雄   | 大内厚雄   |                   |                   | [ 注 2 ] |
| 医師     | 大内厚雄   | 大内厚雄   | 大森美紀子        | 大森美紀子        |          |
| 水嶋京子 | 大森美紀子 | 大森美紀子 | 大森美紀子        | 大森美紀子        |          |
| 婦警     | 大森美紀子 | 大森美紀子 | 大森美紀子        | 大森美紀子        |          |
| 番台     | 大森美紀子 | 大森美紀子 |                   |                   | [ 注 2 ] |
| 水嶋翔子 | 前田綾     | 前田綾     | 森めぐみ          | 森めぐみ          |          |
| 綾子     | 前田綾     | 前田綾     | 森めぐみ          | 森めぐみ          |          |
| 土屋     | 石原善暢   | 石原善暢   | 久保田秀敏 (客演) | 久保田秀敏 (客演) |          |
| 彼氏     | 石原善暢   | 石原善暢   | 久保田秀敏 (客演) | 久保田秀敏 (客演) |          |
| 風呂客   | 石原善暢   | 石原善暢   |                   |                   | [ 注 2 ] |
| 藤本     | 小多田直樹 | 小多田直樹 | 山﨑雄也          | 畑中智行          |          |
| 大谷     | 小多田直樹 | 小多田直樹 | 山﨑雄也          | 畑中智行          |          |
| 藤木     | 笹川亜矢奈 | 笹川亜矢奈 | 大滝真実          | 実川貴美子        |          |
| 理香     | 笹川亜矢奈 | 笹川亜矢奈 | 大滝真実          | 実川貴美子        |          |
| 谷口     | 毛塚陽介   | 毛塚陽介   | 山根翼            | 山根翼            |          |
| 大家     | 毛塚陽介   | 毛塚陽介   | 山根翼            | 山根翼            |          |
| 村上     | 関根翔太   | 関根翔太   | 竹鼻優太          | 竹鼻優太          |          |
| 博人     | 関根翔太   | 関根翔太   | 竹鼻優太          | 竹鼻優太          |          |
| 助監督   | 多田直人   | 畑中智行   | 金城あさみ        | 金城あさみ        | [ 注 3 ] |
| 猫娘     | 岡内美喜子 | 渡邊安理   | 金城あさみ        | 金城あさみ        | [ 注 4 ] |

### リブート版
『鍵泥棒のメソッド→リブート』は、内田けんじ監督・脚本による映画『鍵泥棒のメソッド』を原作に、マギーが上演台本・演出を手がける舞台作品。
2024年1月11日 - 1月21日 東京 本多劇場、同年1月27日 大阪 森ノ宮ピロティホールで公演。

#### キャスト（リブート版）
桜井武史
演 - 望月歩
コンドウ
演 - 少路勇介
水嶋香苗
演 - 秋元真夏
工藤
演 - 長谷川朝晴
綾子
演 - 鈴木杏樹
その他キャスト
演 - 街裏ぴんく、森本華、岩本晟夢
出典：

#### スタッフ（リブート版）
- 原作 - 映画『鍵泥棒のメソッド』内田けんじ 作
- 上演台本・演出 - マギー
- 美術 - 松井るみ
- 音楽 - 割田康彦
- 照明 - 櫛田晃代
- 音響 - 尾林真理
- 映像 - ムーチョ村松
- 衣裳 - 神波憲人
- ヘアメイク - 松前詠美子
- アクション - 成松修
- ステージング - 藤田善宏
- 演出進行 - 松倉良子
- 舞台監督 - 倉科史典
- 宣伝美術 - 加藤和博
- 宣伝写真 - ワタナベミカ
- 宣伝協力 - キョードーメディアス
- 制作 - 村田紫音、中尾莉久
- 制作助手 - 松嶋奈々夢
- 制作協力 - momocan
- プロデューサー - 宮奈々子
- エグゼクティブプロデューサー - 高田陽平
- 企画・製作 - ニッポン放送

出典：